# Barro cozido
Barro cozido é uma forma de preparação de um material cerâmico moldável, utilizado para confeccionar desde obras de arte, utensílios doméstico e moradias a partir do cozimento da argila ou barro. Depois de moldado, o material é esquentado em fornos para definir sua forma. Foi bastante utilizado pela Arte ibera, no barroco brasileiro, em artesanatos das mais variadas fontes e até mesmo na construção de igrejas e casas, como o caso da torre exterior da Igreja de São Tomé.

## Obtenção
São produzidos através de atividades manuais e com barro da própria região da construção, que são geralmente queimados com lenha.

## Utilização
O "barro cozido artesanal" é bastante utilizado em projetos arquitetônicos onde se requer ambientes rústicos e acolhedores. Foi o tipo de piso utilizado em missões de jesuítas na Bolívia, durante a época da colonização espanhola, na construção das igrejas de San Javier, Concepcion , San Ignacio de Velasco, San Miguel, San Rafael, Santa Ana e San José Cruz. 